# Diplodus sargus helenae
El sargo de Santa Elena (Diplodus sargus helenae) es una subespecie del sargo común,  de la familia Sparidae en el orden de los Perciformes.

## Morfología
Los machos pueden llegar alcanzar los 31 cm de longitud total.

## Distribución geográfica
Se encuentra en las costas del sureste del Atlántico: es una especie endémica de Isla Santa Elena.